# Federazione calcistica dell'Irlanda del Nord
La Irish Football Association, in sigla IFA, è l'organismo di governo del calcio nordirlandese, e una delle quattro Home Nations, le federazioni storiche del calcio britannico e mondiale; insieme alle federazioni inglese, gallese e scozzese codificò nel 1882 le regole del gioco del calcio e costituì l'IFAB, l'organismo deputato alla custodia e alla modifica di dette regole. È in capo all'IFA anche la gestione delle selezioni nazionali che rappresentano l'Irlanda del Nord nei tornei internazionali.

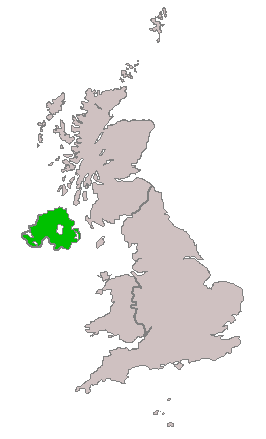
La giurisdizione dell’IFA

Nonostante il nome, alla lettera, significhi Federazione calcistica irlandese, essa non va confusa con la FAI (Football Association of Ireland) che è altresì la federazione calcistica della Repubblica d’Irlanda. La ragione del nome è storica: l'IFA nacque nel 1880, quarta federazione del Regno Unito in ordine di tempo a costituirsi (e anche quarta federazione calcistica più antica del mondo, dopo le sue tre consorelle britanniche), quando l'isola d’Irlanda nel suo insieme era parte del Regno Unito. Nel 1921, con la nascita della Repubblica d'Irlanda, sei contee su nove dell'Ulster rimasero alla corona britannica formando la nazione dell'Irlanda del Nord. La federazione calcistica mantenne la sigla, aggiungendo solo sul suo crest ufficiale la dizione Northern Ireland.
La federazione (all'epoca ancora rappresentante tutta l'Irlanda) aderì alla FIFA nel 1906 per poi uscirne, insieme alle altre Home Nations britanniche, nel 1928 per divergenze sul trattamento dei calciatori riguardo al loro status di professionisti o, alternativamente, di dilettanti. Sempre insieme alle altre tre federazioni del Regno Unito rientrò nel massimo organismo calcistico mondiale nel 1946 e prese parte per la prima volta a un incontro valevole per il mondiale del 1950, nel corso del torneo Interbritannico, la cui edizione di quell'anno fu riconosciuta dalla FIFA come girone di qualificazione per il campionato del mondo 1950 in Brasile.
La sede della federazione è a Belfast, e l'attuale presidente è Jim Boyce. Il responsabile delle squadre nazionali maschili è Lawrie Sanchez, di quelle femminili è Alfie Wylie.
Quale vincitrice dell'ultima edizione del torneo Interbritannico del 1984, la federazione dell'Irlanda del Nord è tuttora detentrice del relativo trofeo.
La sezione femminile dell'IFA è la NIWFA (Northern Ireland Women's Football Association), cui è demandata l'organizzazione della Coppa e del campionato, nonché la gestione della nazionale femminile dell'Irlanda del Nord.

## Storia e divergenze con la federazione irlandese
Sul modello delle altre tre federazioni britanniche, diversi club calcistici dell'area di Belfast si riunirono nel novembre 1880 per costituire un'associazione che governasse l'attività in Irlanda. L'incontro si tenne per iniziativa del Cliftonville, uno di tali club. Non essendovi ancora un regolamento unico del gioco, i club convennero di adottare le regole stabilite dalla SFA. Il 18 novembre essi diedero così vita alla Irish Football Association che, come detto, nel 1882 prese parte alla formalizzazione di regole comuni del gioco del calcio.
Il primo atto ufficiale preso dalla neonata federazione fu quello di istituire una competizione sul modello delle coppe d'Inghilterra e di Scozia: nacque così la Irish Cup, o Coppa d'Irlanda. Nel 1882 la nazionale giocò la sua prima partita, contro l'Inghilterra: la sconfitta per 0-13 che ne seguì costituisce tuttora il record negativo per i nordirlandesi e positivo per gli inglesi.
Nel 1921, subito dopo la separazione dello Stato Libero d'Irlanda (poi Repubblica d'Irlanda) dal Regno Unito, nacque la FAI (che dal 1923 al 1926 assunse il nome di FAIFS (Football Association of the Irish Free State)), istituita al fine di governare l'attività calcistica nel neonato stato.
Nacque una disputa tra i sostenitori della FAI, che volevano che il calcio fosse governato da una federazione domiciliata nella capitale Dublino, e quelli dell'IFA, che vedevano la giusta sede della federazione nel luogo dove il calcio era arrivato in Irlanda e prevalentemente praticato (Ulster e area di Belfast). Si arrivò al punto che entrambe le federazioni pretesero di voler rappresentare tutta l'Irlanda, entrambe si presentarono all'esterno come «Irlanda» e convocarono giocatori dalle opposte leghe (nel frattempo già separate). L'intervento della FIFA risolse il problema con una soluzione diplomatica "di fatto": alla FAI venne delegato il compito di governare l'attività delle 26 contee del nuovo stato, all'IFA quello delle 6 contee dell'Ulster rimaste sotto la sovranità del Regno Unito. Dopo il ritorno delle federazioni britanniche nella FIFA nel 1946, si giunse a una soluzione ufficiale nel 1950: l'IFA riconobbe formalmente la propria giurisdizione solo sull'Irlanda del Nord, e in cambio le fu riconosciuto il titolo sportivo di tutte le competizioni nazionali e internazionali svoltesi in Irlanda nei settant'anni precedenti, mantenendo quindi la continuità formale con la federazione nata nel 1880. Alla FAI venne altresì riconosciuto in via ufficiale il ruolo di organismo di governo del calcio della Repubblica d'Irlanda.
Oggi i contrasti sono superati, ed è stata concreta la possibilità che entrambe le federazioni dell'isola potessero ospitare congiuntamente il campionato europeo U-21 del 2011. L'allora direttore generale della UEFA, lo svedese Lars-Christer Olsson, in una conferenza stampa del settembre 2006 in cui dichiarava Dublino possibile sede della finale di Coppa UEFA del 2010 se i lavori di ristrutturazione dello stadio termineranno in tempo, ha altresì aggiunto che l'organismo di governo calcistico continentale prefigura una gestione congiunta FAI e IFA del successivo campionato U-21.
L'ipotesi è stata giudicata favorevolmente anche da parte irlandese nel gennaio 2007, stando alle dichiarazioni del ministro degli esteri di Dublino Dermot Ahern, il quale ha anche dichiarato che vorrebbe addirittura vedere una squadra unica irlandese in occasione di tale torneo.